# Sainte-Marie-de-Blandford
Sainte-Marie-de-Blandford è un comune del Canada, situato nella provincia del Québec, nella regione di Centre-du-Québec.